# 3000 миль до Грейсленда
«3000 миль до Грейслэнда» (англ. 3000 Miles to Graceland) — криминальная трагикомедия 2001 года режиссёра Дэмиена Лихтенштайна, в главных ролях снялись Кевин Костнер, Курт Рассел, Кристиан Слейтер, Дэвид Аркетт, Джон Ловитц, Кортни Кокс. Фильм был номинирован на премию «Золотая малина» за 2001 год.

## Сюжет
Майкл только что вышел из тюрьмы, он знакомится у мотеля с женщиной и её сыном, тот снял колпачки с его машины, после непродолжительного распития кофе новые знакомые оказываются в постели, а в это время мальчишка пытается обчистить бумажник Майкла, вскоре Майкла подбирает на «большое дело» его знакомый Мерфи, вместе с тремя молодыми помощниками. План его прост и одновременно нагл — пробравшись на слёт подражателей Элвиса Пресли под видом его имитаторов, ограбить одно из самых больших казино в Лас-Вегасе.
Ограбление проходит довольно гладко, не считая того, что Мерфи встречает знакомого и бьёт его, ломая ему нос, и их вычисляют и преследуют, завязывается перестрелка, в которой погибает Франклин, они улетают на вертолёте под огнём. После, в мотеле, во время дележа награбленного, долю Франклина не учли, чем Мерфи остался крайне недоволен, ко всему прочему не учли накладные расходы, Хэнсон в свою очередь недоволен тем, что должен отдавать деньги покойнику и пилоту вертолёта, считая, что его хотят надуть, он угрожает Мерфи, однако это заканчивается его смертью. Они вынуждены избавиться от тела на заброшенном карьере, где Мерфи внезапно стреляет в Майкла и Гаса, но по дороге он попадает в аварию, сбив койота, и отключается. В это время в себя приходит Майкл, который на попутной машине возвращается к мотелю, но обнаруживает, что денег на месте в тайнике нет, находит шляпу мальчишки и понимает, куда они делись, он вламывается в номер своей новой подруги, отдаёт ей часть денег, приобретая её старую машину и молчание хотя бы на несколько дней.
Мерфи в свою очередь обнаруживает пропажу денег и женщины с ребёнком, понимая, куда всё пропало, он отправляется в погоню. На бензоколонке он убивает хозяина и увозит его молоденькую подружку, взорвав бензоколонку, позже девушка покидает его, перебираясь к знакомому байкеру Мерфи. На место обнаружения тел приезжает полиция, два сыщика обнаруживают деформированные пули, лежащие неподалёку и понимают, что был ещё один человек, помимо стрелка. Счастливое семейство едет вместе с Майклом, к тому, кто отмывает деньги, но случается так, что женщина убегает с деньгами, оставляя сына с Майклом, забрав бумажку с паролем и номером телефона. Мерфи останавливает на дороге шериф, с которым он устраивает дуэль на пистолетах. Мерфи побеждает.
В полицию обращается знакомый Мерфи, которому тот сломал нос, сообщая что знает грабителей казино, его сразу же идентифицируют как закоренелого преступника, ветерана войны и внебрачного сына Элвиса Пресли и объявляют в розыск, но он не тратит время зря и опережает Майкла, приезжая к тому, кто отмывает деньги, убивает его и секретаршу, занимая место, встречает там очаровательную воровку с деньгами, связывает её и забирает деньги. Майкл с парнишкой крадут деньги и машину, приезжают на место и обнаруживают покойников, тут мальчишка предлагает объявить машину Майкла в розыск, так как скорее всего Мерфи едет именно на ней, и это срабатывает. Мерфи арестовывают и помещают в камеру где он ждёт освобождения под залог, но, к несчастью, и Майкла арестовывают за угон машины, и они оказываются в соседних камерах. К удивлению Мерфи, Майкла освобождают первым, и он забирает свою машину, в которой лежат деньги и мать мальчишки, который и внёс залог.
Далее он делит деньги с ними и предлагает разойтись, так как он едет на свою яхту, которую ему завещал отец, и никого не хочет брать с собой. Мерфи зол, на него охотятся, он угоняет машину, убивая владельца, и по дороге встречает мать с сыном, забирает сына в заложники и отправляет её к Майклу, чтобы та привела его к нему, на старый завод. Майкл сообщает полиции о их встрече, завязывается бой, в котором Майкла ранят, а Мерфи и его сообщников убивают, однако Майкла увозят на скорой помощи в неизвестном направлении, позже он и его новая семья плывут на всех парусах.

## В ролях
| Актёр             | Роль           |
| ----------------- | -------------- |
| Курт Рассел       | Майкл Зэйн     |
| Кевин Костнер     | Томас Мерфи    |
| Кортни Кокс       | Сибил Уэйнгроу |
| Кристиан Слейтер  | Хэнсон         |
| Кевин Поллак      | Маршал Дамитри |
| Дэвид Аркетт      | Гас            |
| Джон Ловитц       | Джей Петерсон  |
| Хоуи Лонг         | Джек           |
| Томас Хейден Чёрч | Маршал Квигли  |
| Букем Вудбайн     | Франклин       |
| Ice-T             | Гамильтон      |

## Съёмочная группа
- Режиссёр — Дэмиен Лихтенштайн
- Сценарий — Ричард Рекко, Дэмиен Лихтенштайн
- Продюсер — Дон Кармоди, Джозеф Патрик Финн, Джеймс А. Холт, Трэйси Стэнли, Джефферсон Ричард
- Оператор — Дэвид Франко
- Музыка — Джордж С. Клинтон
- Художник — Уильям Хесслуп

## Съёмки
Часть фильма была снята в одном из старейших действующих отелей-казино Лас-Вегаса Riviera, который выбрали благодаря нейтральной тематической окраске заведения. Любопытным является то, что два персонажа фильма — Майкл и Мерфи — являются сводными братьями, не знающими об этом, оба они внебрачные дети короля рок-н-ролла Элвиса Пресли.

## Цитаты
- В интервью Entertainment Weekly Костнер объяснил, что сделал всё, чтобы сделать своего персонажа не шаблонным:

Я, честно говоря, доволен, тем как сыграл, потому что в этом фильме, я не такой, каким меня привыкли видеть. Я — парень из «Идеального мира».
- Кевин Костнер защищает фильм, говоря:

Я не обижаюсь на то, что говорят о фильме, думаю, время сделает своё дело. Я гарантирую Вам, это — неплохо. Это — фильм, и он — элегантен. Это — фильм нуар нового тысячелетия.

## Критика
Фильм получил в основном негативные отзывы критиков. Обзор сайта Rotten Tomatoes сообщил, что только 14 % критиков дали фильму положительный отзыв, основанный на выборке из 96 обзоров, средний балл 3,5/10. Metacritic, который присваивает средневзвешенный балл из 100 по отзывам критиков, дал фильму рейтинг 21/100, основанный на 30 обзорах.
«3000 миль до Грейсленда» также был номинирован в 2001 году на премию Золотая малина: худший фильм, худший актёр (Кевин Костнер), худшая актриса (Кортни Кокс), худший сценарий и худший экранный дуэт (Курт Рассел и Кортни Кокс), но не получил ни одной награды.

## Прокат
Сборы в прокате были крайне бедными. В североамериканском прокате он собрал всего $7 160 521 USD в свои первые выходные. Сборы на внутреннем рынке составили чуть более 15 000 000 долларов, что значительно ниже его 62 000 000 бюджета. Фильм в итоге стал прибыльным благодаря международным продажам на DVD.